# NOB D 3/3
A Svájci Északkeleti Vasút (Schweizerische Nordostbahn NOB) 1891-től két sorozatban szerezte be a D 3/3 sorozatú szerkocsis tehervonati gőzmozdonyokat. A C 3/3 sorozattal szemben ez megerősített kivitel volt és azonos volt a Jura–Simplon Vasút (Jura-Simplon-Bahn) D 3/3 sorozatával.

## Gyártó
Az első széria 16 mozdonyát 1891–1895 között a winterthuri SLM cég készítette, mozdonyonként 60 045 svájci frank egységáron.
A második széria 24 mozdonyból állt, melyeket az SLM 1897–1902 között szállított le. Az utolsó 6 mozdonyt már közvetlenül az SBB vette át. Ezek egységára 62 800 svájci frank volt.

## Műszaki leírás
Az elődtípushoz hasonlóan a kapcsolt kerékpárok a hosszkazánt támasztják alá, így az állókazán az utolsó tengely mögött található. A Bourbonnais típusú mozdonyok tengelytávolsága 3700 mm volt. Ezek voltak Svájci Északkeleti Vasút egyetlen olyan vonali mozdonyai, melyek kazánjára gőzdómot is szereltek. A kazántengely magassága 2150 mm  volt a sínkoronaszint felett.  A kapcsolt kerékpárokat 30 mm vastag lemezből készített belső keretbe ágyazták. Az összesen 6 db laprugót a tengelyek alatt helyezték el. A hajtó- és a hátsó kapcsolt tengelyek rugóit kiegyenlítő himbák kötötték össze. A külső elrendezésű hajtómű a második kerékpárt hajtotta, melyet az 1. széria utolsó négy és a második széria valamennyi mozdonyánál a keretben 110 mm-rel hátrébb helyezték el. A hengerek töltését Heusinger–Walschaert-rendszerű kulisszás vezérmű szabályozta. Az átkormányzás kormánycsavarral történt.  A 2. szériát kompaund gépezettel és ehhez kapcsolódóan Lindner-rendszerű indítóberendezéssel látták el. A kisnyomású henger a bal oldalon volt. A kompaund gépezet Svájcban nem hozta a kívánt eredményeket, így ez a típus volt az egyetlen svájci nagyvasúti kompaund mozdony. 
A mozdonyt nem látták el ellennyomásos fékberendezéssel. A homoktartályt az első szériánál a keretlemezek között, a másodiknál pedig a mozdony futóhídján, a hajtókerékpár előtt helyezték el. A szerkocsit nyolc féktuskós csavarorsós kézifékkel látták el, majd ezt 1893-tól Westinghouse-rendszerű légnyomásos fékkel egészítették ki. Az 1. szériába épített ellengőz-féket 1896–1899 között eltávolították. A második széria Westinghouse kapcsoltkerék-fékezését 1899-ben megszüntették. A szerkocsi a vasúttársaság tipikus nagy tengelytávolságú típusa volt. 1894-től a mozdonyokat gőzfűtéssel és Klosse-rendszerű sebességmérővel szerelték fel.

## Üzemük
A mozdonyokat a svájci személyzet Muninak becézték. Az SBB a mozdonyokat a Kreis III-ba, a 3405, 3406 és 3620-24 pályaszámúakat a Kreis IV-be sorolta. A karbantartásuk a Zürichi és a rorschachi műhelyben történt.

## A MÁV-nál
Az első világháború okozta mozdonyhiány miatt a MÁV 1916-ban megvásárolta az SBB-től az első széria megmaradt nyolc mozdonyát és a 334,001-008 pályaszámokkal látta el.
A háború után két mozdony a ČSD-hez került, ahol a 324,401–402 pályaszámokat kapták. Az egyik mozdonyt 1925-ben, a másikat 1929-ben selejtezték.
További két mozdony a CFR-hez került, további sorsuk nem ismert.

## Képek

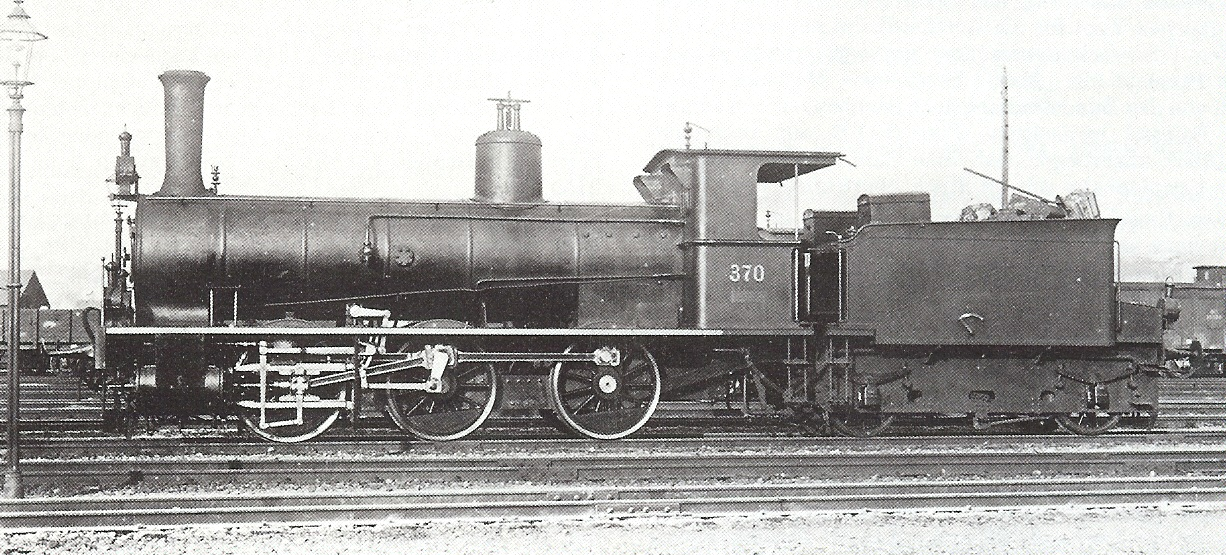
370 psz., 1. sorozat
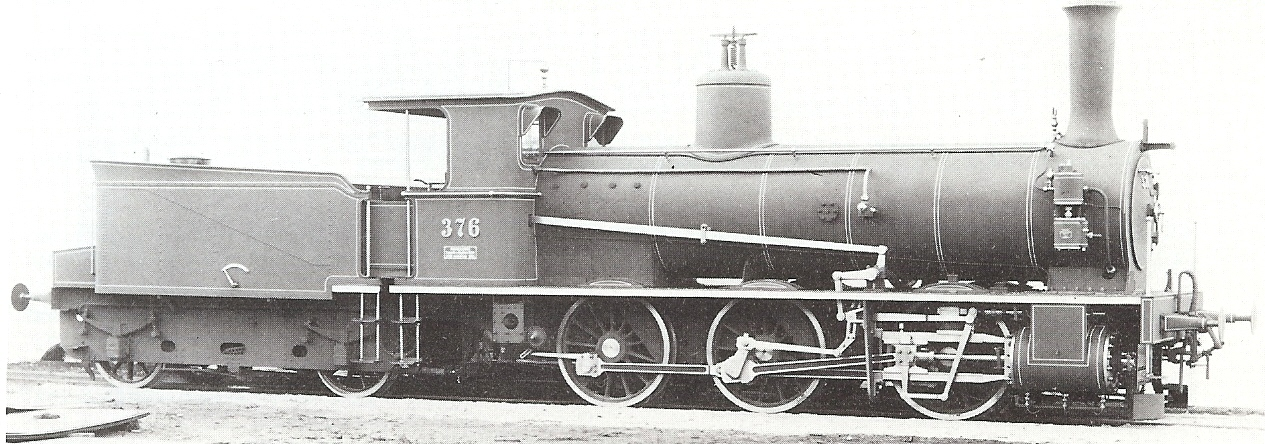
376 psz., 2. sorozat

| NOB-psz. 1895-ig | NOB-psz. 1895–1902 között | SBB-psz. 1902-től | Gyártási szám | Gyártási év | Üzemeltető | Selejtezve | Megjegyzés                  |
| ---------------- | ------------------------- | ----------------- | ------------- | ----------- | ---------- | ---------- | --------------------------- |
| 1. sorozat       |                           |                   |               |             |            |            |                             |
| 161              | 361                       | 3401              | 705           | 1891        | SLM        | 1913       |                             |
| 162              | 362                       | 3402              | 706           | 1891        | SLM        | 1913       |                             |
| 163              | 363                       | 3403              | 707           | 1891        | SLM        | 1915       |                             |
| 164              | 364                       | 3404              | 708           | 1891        | SLM        | 1919       |                             |
| 165              | 365                       | 3405              | 709           | 1891        | SLM        | 1920       |                             |
| 166              | 366                       | 3406              | 710           | 1891        | SLM        | 1916 1927  | MÁV 334.001 a               |
| 167              | 367                       | 3407              | 751           | 1892        | SLM        | 1916 1929  | MÁV 334.002 a,b ČSD 324.401 |
| 168              | 368                       | 3409              | 752           | 1892        | SLM        | 1915       |                             |
| 169              | 369                       | 3410              | 753           | 1892        | SLM        | 1916 1925  | MÁV 334.003 a,b ČSD 324.402 |
| 170              | 370                       | 3410              | 754           | 1892        | SLM        | 1916 1927  | MÁV 334.004 a               |
| 171              | 371                       | 3411              | 755           | 1892        | SLM        | 1916 19??  | MÁV 334.005 a,c             |
| 172              | 372                       | 3412              | 756           | 1892        | SLM        | 1916 19??  | MÁV 334.006 a,c             |
| -                | 373                       | 3413              | 935           | 1895        | SLM        | 1923       |                             |
| -                | 374                       | 3414              | 936           | 1895        | SLM        | 1916 1927  | MÁV 334.007 a               |
| -                | 375                       | 3415              | 937           | 1895        | SLM        | 1916 1927  | MÁV 334.008 a               |
| -                | 376                       | 3416              | 938           | 1895        | SLM        | 1911       |                             |
| 2. sorozat       |                           |                   |               |             |            |            |                             |
| -                | 377                       | 3601              | 1033          | 1897        | SLM        | 1925       |                             |
| -                | 378                       | 3602              | 1034          | 1897        | SLM        | 1925       |                             |
| -                | 379                       | 3603              | 1035          | 1897        | SLM        | 1925       |                             |
| -                | 380                       | 3604              | 1036          | 1897        | SLM        | 1925       |                             |
| -                | 381                       | 3605              | 1037          | 1897        | SLM        | 1925       |                             |
| -                | 382                       | 3606              | 1038          | 1897        | SLM        | 1925       |                             |
| -                | 383                       | 3607              | 1039          | 1897        | SLM        | 1925       |                             |
| -                | 384                       | 3608              | 1040          | 1897        | SLM        | 1925       |                             |
| -                | 385                       | 3609              | 1226          | 1899        | SLM        | 1925       |                             |
| -                | 386                       | 3610              | 1227          | 1899        | SLM        | 1925       |                             |
| -                | 387                       | 3611              | 1228          | 1899        | SLM        | 1925       |                             |
| -                | 388                       | 3612              | 1229          | 1899        | SLM        | 1925       |                             |
| -                | 389                       | 3613              | 1230          | 1900        | SLM        | 1927       |                             |
| -                | 390                       | 3614              | 1231          | 1900        | SLM        | 1927       |                             |
| -                | 391                       | 3615              | 1232          | 1900        | SLM        | 1927       |                             |
| -                | 392                       | 3616              | 1233          | 1900        | SLM        | 1927       |                             |
| -                | 393                       | 3617              | 1234          | 1900        | SLM        | 1927       |                             |
| -                | 394                       | 3618              | 1235          | 1900        | SLM        | 1927       |                             |
| -                | -                         | 3619              | 1463          | 1902        | SLM        | 1927       |                             |
| -                | -                         | 3620              | 1464          | 1902        | SLM        | 1927       |                             |
| -                | -                         | 3621              | 1465          | 1902        | SLM        | 1927       |                             |
| -                | -                         | 3622              | 1466          | 1902        | SLM        | 1927       |                             |
| -                | -                         | 3623              | 1467          | 1902        | SLM        | 1927       |                             |
| -                | -                         | 3624              | 1468          | 1902        | SLM        | 1927       |                             |

Megjegyzések a táblázathoz:
aEladva a MÁV-nak
bA MÁV-tól a ČSD-hez került
cA MÁV-tól a CFR-hez került

## Fordítás
- Ez a szócikk részben vagy egészben a NOB D 3/3 című német Wikipédia-szócikk ezen változatának fordításán alapul.  Az eredeti cikk szerkesztőit annak laptörténete sorolja fel. Ez a jelzés csupán a megfogalmazás eredetét és a szerzői jogokat jelzi, nem szolgál a cikkben szereplő információk forrásmegjelöléseként.